# Martenitsa

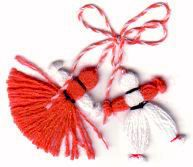
Típica Martenitsa

Una Martenitsa (pronunciat [ˈMartɛnit͡sa] i escrit en búlgar: мартеница; en macedònic: мартинка; grec: μάρτης; en romanès: mărțișor) és una petita peça d’ornament, feta de fil blanc i vermell i sovint en forma de dues nines, un mascle blanc i una femella vermella.
Les martenitsa es porten del dia de Baba Marta (1r de març) fins que el portador veu per la primera vegada una cigonya, una oreneta o un arbre florit (o fins a la fi de març).
El nom de la festa significa "àvia març" en búlgar i macedoni i l'ús de la màrtenitsa és una tradició búlgara que té relació amb la benvinguda de la primavera, que segons el folklore búlgar comença al març. Inscrit el 2017 a la llista representativa de la UNESCO del patrimoni cultural immaterial de la humanitat.

## Simbolisme
Una Martenitsa típica es compon de dues petites nines de llana, Pizho i Penda (búlgar: Пижо и Пенда). Pizho, el ninot masculí, sol ésser predominantment blanc; Penda, la nina femenina, es distingeix per la faldilla i sol ésser predominantment vermella.
Els fils teixits de color vermella i blanca simbolitzen el desig d’una bona salut. Són els anunciants de l'arribada de la primavera i de la nova vida. Per bé que el blanc com a color simbolitza la puresa, el vermell és un símbol de la vida i la passió, per la qual cosa alguns etnòlegs han proposat que, en els seus orígens, el costum podria haver recordat a les persones el cicle constant de vida i mort, l'equilibri del bé i el mal o la pena i la felicitat de la vida humana.
El Martenitsa també és un símbol estilitzat de la Mare Natura, el blanc que simbolitza la puresa de la neu blanca que es fon i la posta vermella del sol, que es fa com més va més intensa a mesura que avança la primavera. Aquests dos recursos naturals són la font de la vida. També s’associen als principis masculins i femenins, i en el llur equilibri, a la necessitat d’equilibri a la vida.

## Tradició

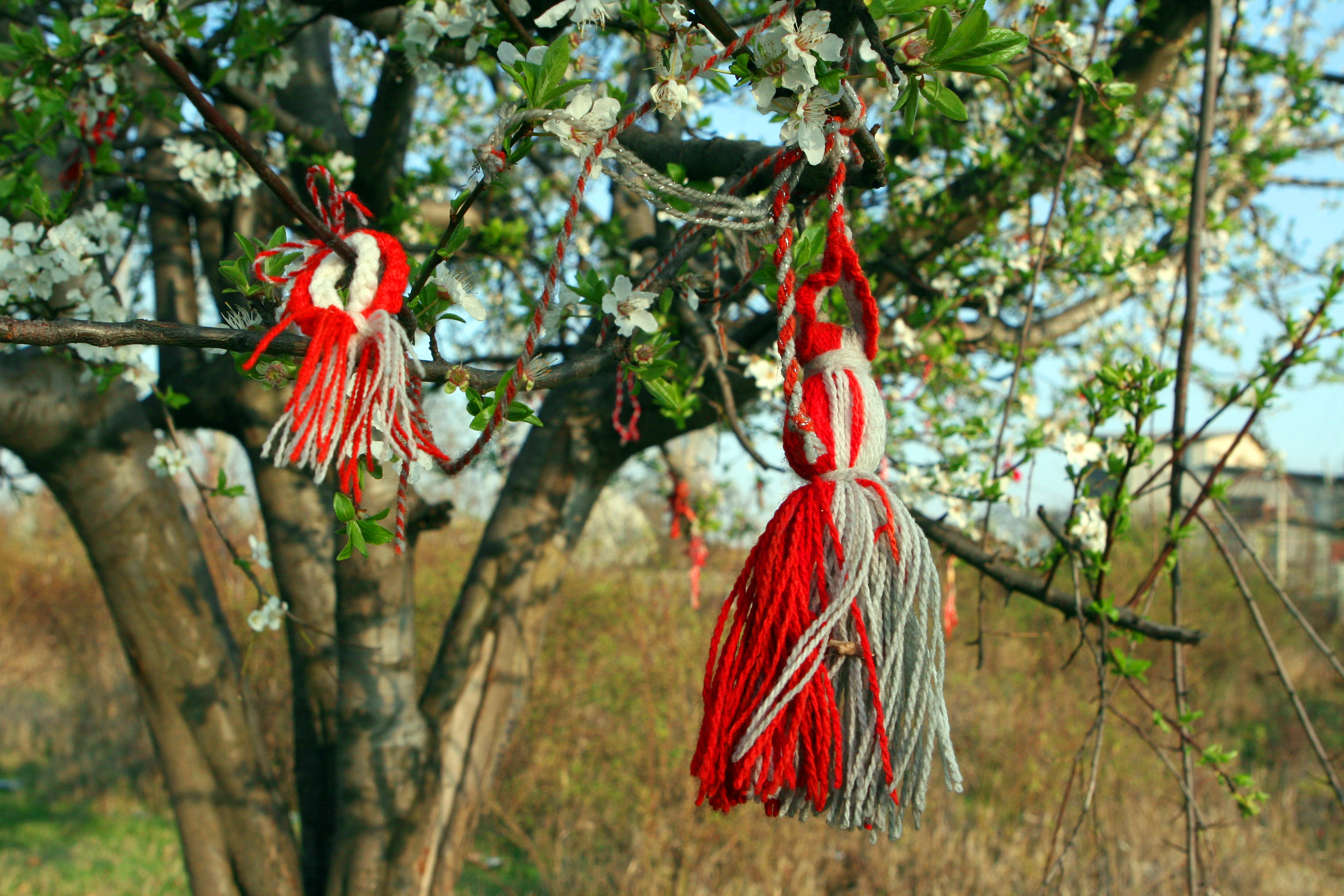
Martenitsa lligat a un arbre florit, símbol de l'aproximació de la primavera

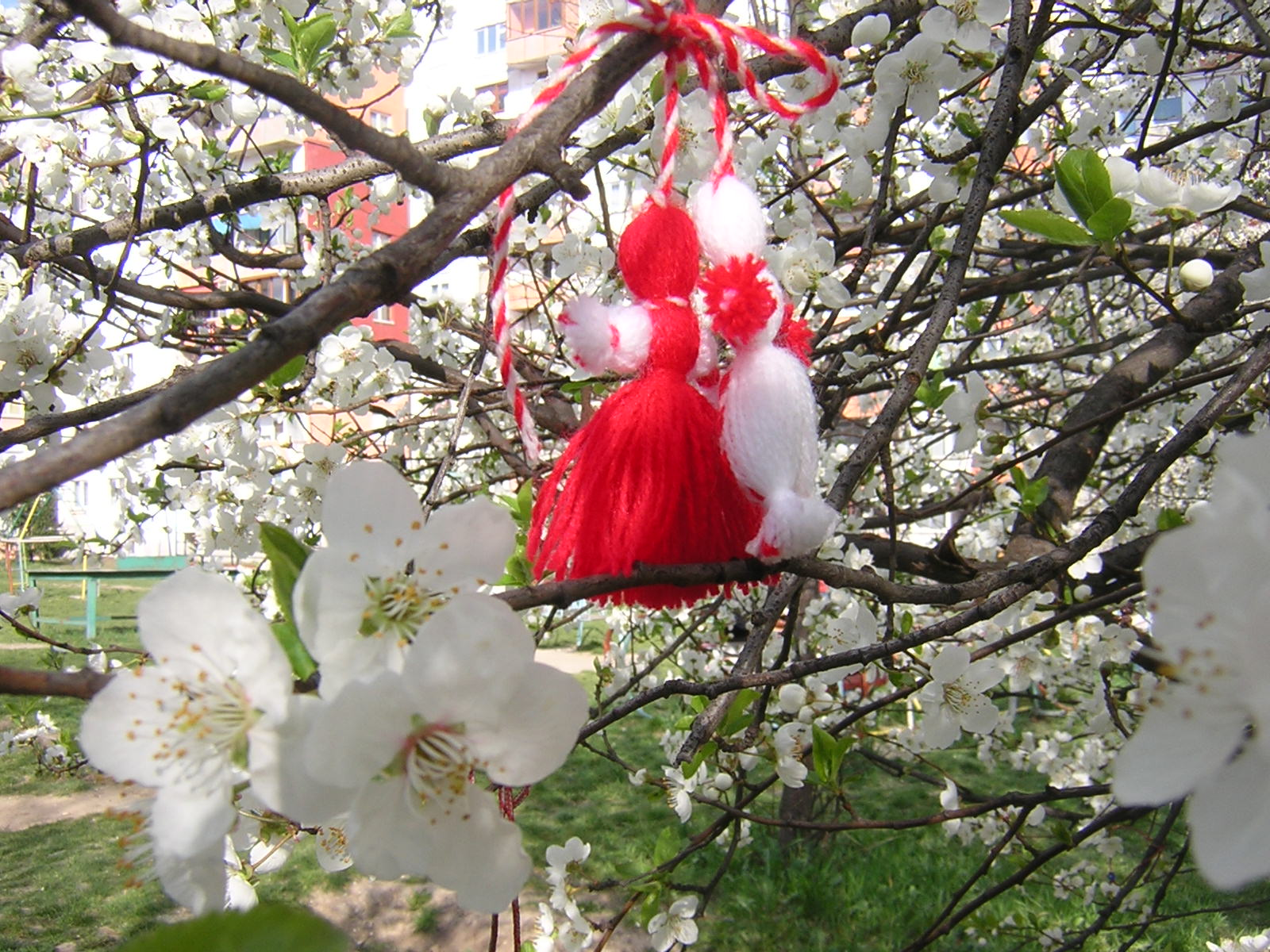
Una altra Martenitsa empatada

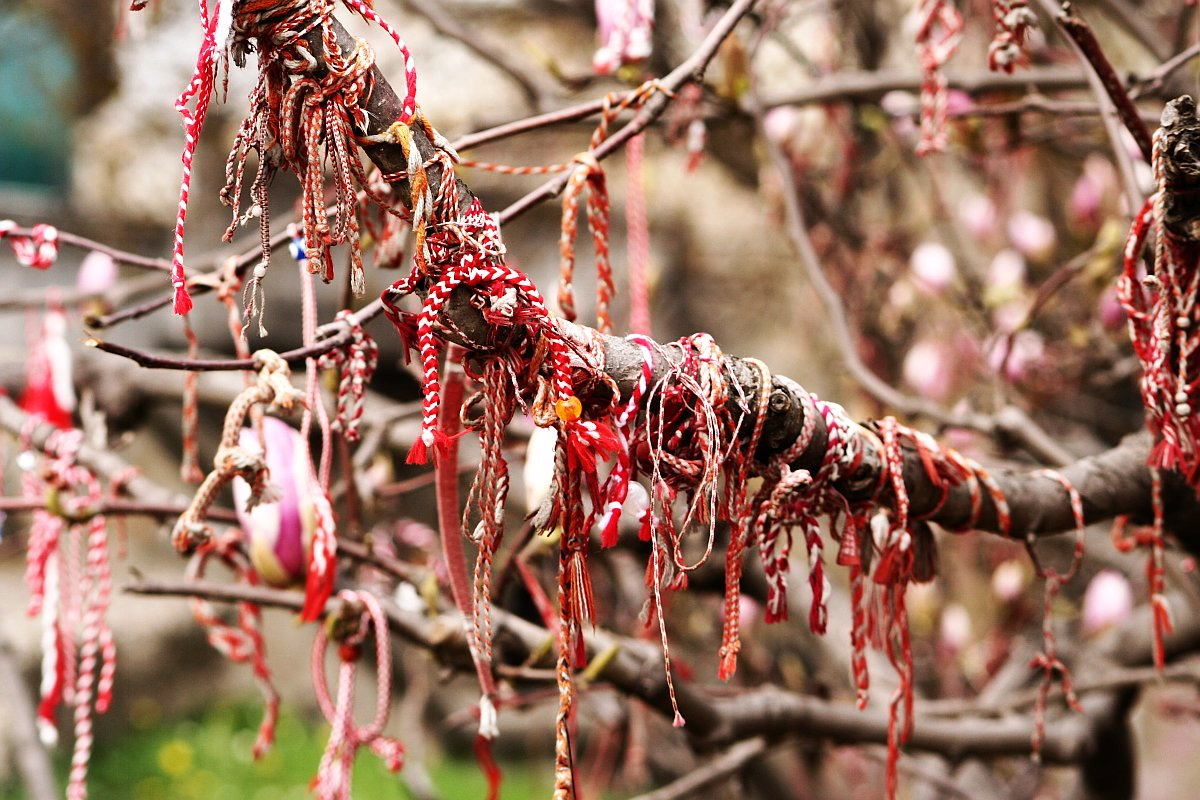
Magnolia florida plena de martenitsa lligades

La tradició dicta que la Martenitsa sempre es dona com a present, no es compra per a un mateix. Es donen als éssers estimats, als amics i a aquells a qui hom se sent pròxim. A partir del primer de març, se'n porten un o més fixats a la roba, al voltant del canell o del coll, fins que el portador veu una cigonya o una oreneta que torna de la migració, o un arbre florit, i després elimina la Martenitsa.
En el folklore búlgar, el nom de Baba Marta (en búlgar: Баба Марта, "Àvia de Març") evoca una vella malhumorada amb un humor molt ràpid. La creença habitual és que, portant les colors vermella i blanca de la Martenitsa, la gent demana pietat a Baba Marta. Esperen que el pas de l’hivern siga més ràpid i faça arribar la primavera. La primera cigonya o oreneta que torna es pren com a averany de la primavera i com a prova que Baba Marta està de bona lluna i a punt de retirar-se.
El ritual per a llevar-se definitivament la Martenitsa varia segons la regió de Bulgària. Algunes persones lliguen la Martenitsa a una branca d'un arbre fruiter, donant així salut i sort a l'arbre, que la persona que porta la Martenitsa ha gaudit mentre la portava. D'altres la posen sota una pedra amb la idea que la mena de criatura (sovint un insecte) més a prop l'endemà determinarà la salut de la persona durant la resta de l'any. Si la criatura és una larva o un cuc, l'any que ve serà sa i ple de succés. La mateixa sort s’associa amb una formiga, la diferència és que la persona haurà de treballar molt per assolir el succés. Si la criatura més a prop és una aranya, la persona té problemes i pot no tenir sort, salut ni succés personal.
Portar una o més martenitsa és una tradició búlgara molt popular. El temps durant el qual es porten és una festa alegre que commemora la salut i la llarga vida.
Les martenitsa modernes adopten una varietat més àmplia de formes i sovint incorporen perles de colors i altres elaboracions.

## Origen
Aquesta tradició és una part important de la cultura de Bulgària i hi ha una tradició similar a Macedònia del Nord, així com a Grècia, Albània (coneguda com a verorja), Romania i Moldàvia. La tradició té relació amb l'antiga història pagana de la península dels Balcans i amb tots els cultes agrícoles de la natura. Alguns trets específics del ritual, sobretot lligar els fils de llana blancs i vermells retorçuts, són el resultat d’una tradició centenària i suggereixen orígens tracis (paleo-balcànics) o possiblement hel·lènics o romans.
Alguns etnògrafs afirmen que es pot seguir la traça del costum als misteris eleusinians. Hom creu que l'antic equivalent del grec modern "martis" és el kroke (κρόκη). El costum s’esmenta al lèxic de Photios. Es diu que els sacerdots [μύσται] emboliquen un fil vermell [κρόκη] entorn de la mà i el peu dret. En aquella època es feien servir fils de color vermella o d'altres colors per a protegir els infants i els joves dels mals esperits i la bruixeria.
Una història búlgara del principi del segle xx associa la primera martenitsa amb la batalla d'Ongal del segle VII entre l'asparuh búlgar Khan i els romans d'Orient, que va resultar una decisiva victòria búlgara. Després de la batalla, Asparuc va enviar coloms amb fils blancs per anunciar la victòria al seu campament principal. Els fils van tornar cruents durant el vol, i així es creà la primera Martenitsa.